# 斉藤裕 (拉致被害者)
斉藤 裕（さいとう ひろし、1950年〈昭和25年〉9月17日 - ）は、北朝鮮による拉致被害者と考えられる日本男性。特定失踪者問題調査会でも「拉致濃厚」（1000番台リスト）としている。1968年（昭和43年）12月1日夜、失踪した。彼については、脱北した北朝鮮の元工作員による目撃情報がある。

## 人物情報と消息
1950年（昭和25年）9月17日、北海道生まれ。
1968年12月1日夜7時頃、約4キロメートル離れた友人宅を訪ねたものの本人が不在だったので、「また来る」と友人の家族に告げて浜の方へ下りていったまま消息不明となっている。工業高校の機械科3年生で、翌年4月から大阪の企業に就職が内定していた。失踪当時の身長は160センチメートルと小柄でやせ型、左右いずれかの腕に火傷痕、また盲腸の手術痕があったという。
1999年に韓国に亡命した北朝鮮の元国家安全保衛部指導員の権革は、1978年（昭和53年）5月頃、57軍校で斉藤を見かけており、そこで彼は「ヨンスン先生」と呼ばれ、日本に関する講義を行っていた。厳格な教師で、授業中に少しでも騒がしい生徒がいるとすぐに怒って立たせたりしていたので、生徒からは嫌われ、陰で「チョッパリ」呼ばわりされていた。自衛隊情報に通じており、ことあるごとに自衛隊を引き合いに出していた。出退勤は運転手付きの車で、それなりに身分が高く、優遇されていた。
2000年に韓国に亡命した北朝鮮の元保衛部将校の「金国石」（仮名）は、2003年（平成15年）、斉藤裕を北朝鮮で目撃したと証言した。それによれば、「金国石」は、斉藤裕が「（平壌郊外にある朝鮮人民軍偵察学校の）馬東熙大学で士官服を着て日本語を教えていた」ことを記憶しているという。2004年（平成16年）1月29日、特定失踪者問題調査会は北海道警察に対し、告発状を提出した。

## 類似事件
斉藤裕、水島慎一（失踪場所、富山県朝日町）、今井裕（同、青森県弘前市）、大屋敷正行（同、静岡県沼津市）の4人については、すべて高校生で1968年から1969年の間に失踪しているところに共通点がある。うち、斉藤、水島、今井の3人はいずれも18歳の高校3年生で、就職が決まり卒業を目前に控えていた。また、斉藤と東京都内の高校2年生（当時16歳）大屋敷正行の2人は北朝鮮での目撃証言がある。この4件について、事件の類似性や他の失踪理由（家出、心中、自殺など）が存在しないことなどから、特定失踪者問題調査会では拉致の可能性が高いと判断している。